# Покровсько-Багачанська сільська рада
Покровсько-Багачанська сільська рада — колишній орган місцевого самоврядування у Хорольському районі Полтавської області з центром у c. Покровська Багачка.
Населення — 1558 осіб.

## Населені пункти
Сільраді були підпорядковані населені пункти:
- c. Покровська Багачка
- с. Настасівка